# American V: A Hundred Highways
American V: A Hundred Highways  je postumni album Johnnyja Casha objavljen 4. srpnja 2006. Kao što to i sam naslov govori, to je peti album u Cashovoj American seriji, te njegov posljednji studijski album. Kao i njegove prethodnike, producirao ga je Rick Rubin, a objavio American Recordings pod etiketom Lost Highway Recordsa. Dostigao je zlatnu nakladu, tj. prodan je u više od 500 tisuća primjeraka. U prvom vikendu je prodan u 88 tisuća primjeraka, a samo u SAD-u ukupno 337 tisuća.

## Popis pjesama
| 1.    | »Help Me«                          | Larry Gatlin             | 2:51 |
| 2.    | »God's Gonna Cut You Down«         | Narodna                  | 2:38 |
| 3.    | »Like the 309«                     | Johnny Cash              | 4:35 |
| 4.    | »If You Could Read My Mind«        | Gordon Lightfoot         | 4:30 |
| 5.    | »Further On Up the Road«           | Bruce Springsteen        | 4:25 |
| 6.    | »On the Evening Train«             | Hank Williams            | 4:17 |
| 7.    | »I Came to Believe«                | Johnny Cash              | 3:44 |
| 8.    | »Love's Been Good to Me«           | Rod McKuen               | 3:18 |
| 9.    | »A Legend in My Time«              | Don Gibson               | 2:37 |
| 10.   | »Rose of My Heart«                 | Hugh Moffatt             | 3:18 |
| 11.   | »Four Strong Winds«                | Ian Tyson                | 4:34 |
| 12.   | »I'm Free from the Chain Gang Now« | Lou Herscher, Saul Klein | 3:00 |
| 42:45 |                                    |                          |      |

## Podaci o pjesmama
Na bilješkama s omota box seta Unearthed, kolekcije pjesama sa snimanja prva četiri albuma u seriji, stoji kako je tijekom snimanja ovog albuma snimljeno "oko 50" pjesama prije Cashove smrti 12. rujna 2003. No, objavit će se samo dva albuma s vrijednim materijalom, uključujući American VI, za koji se još ne zna datum izlaska.
Kao što je to slučaj s prva četiri albuma iz American serije, i ovaj uključuje obrade, originale i alternativne verzije pjesama. Originali s ovog albuma s pjesme !I Came to Believe" i "Like the 309", od kojih je potonja posljednja koju je Cash napisao prije nego što je umro.
Album je preuzeo naziv iz stiha pjesme "Love's Been Good to Me".

## Izvođači
Cashovi tehničari David "Fergie" Ferguson (uz pomoćnika Jimmyja Tittlea) i Rick Rubin nadgledali su dovršetak albuma. Na albumu su nastupili i glazbenici kao što su klavijaturist Benmont Tench i gitaristi Mike Campbell, Smokey Hormel, Matt Sweeney i Jonny Polonsky.

### Glazbenici
- Johnny Cash - vokali, gitara, klavir
- Laura Cash - gusle
- Dennis Crouch - bas-gitara
- Smokey Hormel – gitara
- Pat McLaughlin – gitara
- Larry Perkins - gitara
- Jonny Polonsky – gitara
- Randy Scruggs – gitara
- Marty Stuart - gitara
- Benmont Tench – orgulje, klavir, čembalo
- Pete Wade - gitara
- Mac Wiseman - gitara

### Tehničko osoblje
- Martyn Atkins – fotografija
- Christine Cano – dizajn
- John Carter Cash – izvršni producent
- Lindsay Chase – koordinator produkcije
- Rick Hendrix- promotor za Lost Highway
- Greg Fidelman – miksanje
- Paul Figueroa – pomoćnik miksera
- Dan Leffler – pomoćnik miksera
- Vlado Meller – mastering
- Rick Rubin – producent, bilješke s omota
- Mark Santangelo – pomoćnik masteringa
- Jimmy Tittle – pomoćni tehničar

## Ljestvice
Album je po izlasku zasjeo na vrh Billboardove Top 200 i country ljestvice albuma, prodavši se u prvom vikendu u 88 tisuća primjeraka. Bio je to prvi Cashov najprodavaniji album nakon 1969. i koncertnog albuma At San Quentin.
Album - Billboard (Sjeverna Amerika)
| Godina | Ljestvica      | Pozicija |
| ------ | -------------- | -------- |
| 2006.  | Country albumi | 1        |
| 2006.  | Billboard 200  | 1        |